# Metil

Radical metil

Metil, metila ou (em Portugal) metilo é um radical alcoíla monovalente constituído de apenas um carbono ligado diretamente com três hidrogênios devido à tetravalência do carbono. É derivado do metano e apresenta formula CH3- .
Devido ao número de oxidação negativo do carbono que o constitui. Esse radical, quando ligado a um radical fenil, provoca a perda da característica de ressonância, a fixação dos elétrons, facilitando a entrada de outros radicais monovalentes. Por isso, o metil é um radical orto-para dirigente. 
A metilação é a formação de um composto introduzindo um grupo metila.